# Hadena corrupta
Hadena corrupta är en fjärilsart som beskrevs av Herz 1898. Hadena corrupta ingår i släktet Hadena och familjen nattflyn. Inga underarter finns listade i Catalogue of Life.